# 科切里
科切里是摩爾多瓦的城鎮，也是杜博薩雷區的首府，位於該國東部德涅斯特河左岸，海拔高度47米，2004年人口3,823。該鎮的經濟環境惡劣，超過800名居民前往外地工作。

## 外部連結
- （罗马尼亚文） Webpage of Cocieri
- Interview with Ion Isaicov, mayor of Cocieri, about the problems faced by the village because of Transnistrian secessionism

47°18′N 29°07′E / 47.300°N 29.117°E